# ريتشارد فاينمان
ريتشارد فيليبس فاينمان (بالإنجليزية: Richard Phillips Feynman) (11 مايو 1918 – 15 فبراير 1988) فيزيائي نظري أمريكي، معروف بإسهاماته في الصياغة التكاملية للمسار الخاصة بميكانيكا الكم، نظرية الكهروديناميكا الكمية، وفيزياء الميوعة الفائقة والتبريد الفائق للهيليوم المسال، وكذلك بإسهاماته في فيزياء الجسيمات، حيث اقترح نموذج البارتون. حصل فاينمان، جراء إسهاماته في تطوير الكهروديناميكا الكمية، على جائزة نوبل للفيزياء عام 1965، بالمشاركة مع جوليان شفينغر وشينيتشيرو توموناغا.
طوّر فاينمان مخططات تصويرية للتعبيرات الرياضية التي تصف سلوك الجسيمات الدون ذرية، والتي عرفت فيما بعد باسم مخططات فاينمان. أصبح فاينمان أثناء حياته واحدًا من أشهر العلماء في العالم. ففي استطلاع أجرته المجلة البريطانية «عالم الفيزياء» عام 1999 عن 130 من الفيزيائيين الرواد، صنف فاينمان كواحد من أعظم 10 فيزيائيين في التاريخ.
ساهم فاينمان في صنع القنبلة الذرية أثناء الحرب العالمية الثانية واشتهر في الثمانينيات بعضويته في لجنة روجر، وهو الفريق الذي حقق في كارثة المكوك الفضائي تشالنجر. إلى جانب إسهاماته في الفيزياء النظرية، ينسب إليه الفضل كرائد للحوسبة الكمية وتقديم مفهوم تكنولوجيا النانو. كذلك فقد شغل كرسي أستاذية ريتشارد تولمان للفيزياء النظرية في معهد كاليفورنيا للتكنولوجيا.
كان فاينمان شديد الحماس في شعبنة الفيزياء، فألف كتبًا وألقى محاضرات، منها محاضرة ألقاها عام 1959 عن تكنولوجيا النانو بعنوان «هناك حيز كبير في القاع». وازدادت شهرته عندما نشر كتابه «لا بد وأنك تمزح يا سيد فاينمان!»، وهو كتاب له طابع السيرة الذاتية. وأيضًا عندما ألّف كتابه «لماذا تكترث لما يظنه الآخرون؟». وقد ألّف آخرون كتبا تحكي قصته، منها كتاب رالف ليتون «توفا أم الإخفاق: مغامرة ريتشارد فاينمان الأخيرة»، وكتاب جيمس غليك «عبقري: حياة ريتشارد فاينمان وعلمه».

## بداية حياته
ولد ريتشارد فيلبس فاينمان في 11 من مايو عام 1918، بكوينز بمدينة نيويورك، للوسيل فيليبس، وكانت ربة منزل، وميلفل آرثر فاينمان، وكان مدير مبيعات. يعود أصل أبويه إلى مينسك بروسيا البيضاء، والتي كانت تابعة للإمبراطورية الروسية حينها. كان كلاهما من اليهود الليتوانيين، لكنهما لم يكونا متدينين. وصف فاينمان نفسه على أنه «ملحد صريح» وبعد أعوام عديدة، ذكر فاينمان في خطاب أرسله إلى تينا ليفيتان: «أن يتم اختيار بعض العناصر المميزة، من ضمن ما يطلق عليه صفات اليهود الوراثية، من أجل تشريفها، يعني أننا سنفتح الباب لكل أنواع ترهات النظرية العرقية»، وأضاف قائلا: «في سن الثلاثين، لم أكن قد غيرت معتقداتي الدينية بأخرى فحسب، بل توقفت أيضا عن الإيمان بأن اليهود هم الشعب المختار بأي حال من الأحوال». ومؤخرا في حياته، زار المدرسة اللاهوتية اليهودية، وتعرف على التلمود لأول مرة ورأى أنه يستخدم تفكير القرون الوسطى وأنه كتاب رائع.
تأخر فاينمان في النطق مثل ألبرت أينشتاين وإدوارد تيلر، ونطق أول كلمة بحلول عيد ميلاده الثالث. احتفظ باللهجة البروكلينية عندما صار راشدا. وكانت لهجته قوية لدرجة أنها اعتبرت تكلفا أو مبالغة، وقد علق صديقاه ولفغانغ باولي وهانز بيث ذات مرة ووصفا طريقة كلامه بالمتشردة. كان لوالد فاينمان عظيم التأثير في حياته، فقد شجعه على تحدي التفكير التقليدي، وكان دائما على استعداد لتعليمه أشياء جديدة. واكتسب من أمه حس الفكاهة الذي عرف به طوال حياته.
أثناء طفولته، كانت لفاينمان مواهب هندسية، وامتلك معملا تجريبيا في منزله، وكان شغوفا بتصليح أجهزة الراديو. اخترع فاينمان، أثناء مرحلته الابتدائية، جهاز إنذار ضد السرقة ليعمل أثناء عمل والديه.
عندما كان ريتشارد في عامه الخامس، أنجبت أمه أخيه الأصغر (هنري فيليبس)، لكنه توفي بعد 4 أسابيع من ولادته في 25 من فبراير 1924. وبعد 4 أعوام، أنجبت أمه أخته الصغرى جون، وانتقلت الأسرة من بعدها إلى فار روكواي بكوينز. رغم أن فارق السن بين جون وريتشارد كان 9 أعوام، فإنه لم يحل دون قربهما من بعضهما البعض، وقد تشاركا فضولا طبيعيا تجاه العالم. كانت أمه تعتقد أن النساء لا تمتلك من السعة الفكرية ما يكفي لهضم مثل تلك الأشياء. ورغم رفض أمه لتعلم جون علم الفلك، فقد ظل ريتشارد يشجعها على فعل ذلك. وفي النهاية أصبحت جون فيزيائية فلكية، وتخصصت في تفاعلات كوكب الأرض مع الرياح الشمسية.

## تعليمه
ارتاد فاينمان مدرسة فار روكواي الثانوية، الواقعة في فار روكواي بكوينز، وهي المدرسة عينها التي ارتادها بورتون ريشتر وباروخ بلومبرغ الحائزان على جائزة نوبل. في بداية دراسته بالمدرسة الثانوية، رقّي فاينمان إلى فصول المتفوقين للرياضيات. قُدر معدل ذكاء فاينمان، في اختبار المدارس الثانوية لمعدلات الذكاء، بـ 125 نقطة، وقد وصفه جيمس غليك في سيرته الذاتيه بأنه معدل معتبر. أحرزت أخته جون معدلا أعلى، مما مكنها من الادعاء بأنها كانت أكثر ذكاء. بعد أعوام من ذلك، رفض فاينمان الانضمام إلى جمعية مينزا الدولية، معللا ذلك بأنه يمتلك معدل ذكاء منخفض للغاية. قال الفيزيائي ستيف هسو:
عندما بلغ فاينمان الخامسة عشرة من عمره، علّم نفسه حساب المثلثات، الجبر المتقدم، المسلسلات اللانهائية، الهندسة التحليلية، وكذلك حساب التفاضل والتكامل. وقبل التحاقه بالجامعة، اعتاد أن يجرب ويستنتج مفاهيما رياضية مثل المشتقة النصفية، مستخدما في ذلك رموزه الخاصة. ابتكر فاينمان رموزا خاصة بدوال اللوغاريتمات، الجيب، جيب التمام، وظل الزاوية بحيث لا تبدو كثلاث متغيرات مضروبة في بعضها البعض، وكذلك للاشتقاق، قاضيا بذلك على وساوس إلغاء رموز الـ«د».
أثناء عامه الأخير بالمدرسة الثانوية، كان فاينمان عضوا في مجتمع أريسطا الشرفي، وفاز حينها بمسابقة جامعة نيويورك للرياضيات. أزعجت عادة التصنيف المباشر لديه كثيرا من المفكرين التقليديين، فعلى سبيل المثال، كان من ضمن أسئلته التي سألها في دروس تشريح القطط: «هل لديك خريطة للقط؟» (في إشارة إلى مخطط تشريحي). قدم فاينمان طلبا للالتحاق بجامعة كولومبيا، لكنه رٌفض بسبب عدد اليهود المقبولين بالكوتا. بعد ذلك التحق بمعهد ماساتشوستس للتكنولوجيا، حيث انضم إلى أخوية باي لامدا فاي. رغم أنه في البداية تخصص بشكل أساسي في الرياضيات، فقد غير تخصصه في وقت لاحق إلى الهندسة الكهربية، ذلك أنه رأى الرياضيات تجريدية للغاية. لكنه لاحظ بعد ذلك أنه «ذهب بعيدا جدا»، لذلك قرر أن يتخصص في الفيزياء، وذلك لأنه رأى أنها موجودة «في المنتصف بينهما»  تمكن فاينمان أثناء دراسته الجامعية من نشر ورقتين بحثيتين في مجلة فيزيكال ريفيو. كانت واحدة منهما منشورة بالمشاركة مع مانويل فايارتا بعنوان «تشتت الأشعة الكونية بواسطة نجوم المجرة».
كان فاينمان الكاتب الأساسي للورقة البحثية الثانية، «القوى في الجزيئات»، وبنيت على فكرة لجون سلاتر، الذي انبهر بدوره بالورقة البحثية وقام بنشرها. تعرف هذه الأطروحة في يومنا هذا باسم «نظرية هيلمان-فاينمان». في عام 1939، حصل فاينمان على درجة البكالريوس، وحاز لقب زمالة بوتنام. وحصل، بشكل غير مسبوق، على الدرجات النهائية في اختبارات الفيزياء للقبول في الدراسات العليا في جامعة برينستون، وحصل كذلك على درجات ممتازة في اختبار الرياضيات، لكنه لم يؤد بشكل جيد في اختبارات الإنجليزية والتاريخ. كان لدى رئيس قسم الفيزياء هناك، هنري د. سميث، مخاوف بشأن أمر آخر. فقد أرسل إلى فيليب م. مورس سائلا: «هل فاينمان يهودي؟ ليس لدينا أي قانون محدد معارض لليهود، لكن يجب أن تبقى نسبتهم في قسمنا قليلة بشكل معقول، نظرا إلى صعوبة إدراجهم». أجابه مورس بأن فاينمان يهودي بالفعل، لكنه أكد لسميث أن ملامح فاينمان وكذلك صفاته لا تظهران، رغم ذلك، أي دليل على ذلك. كان من بين حضور أول ندوة لفاينمان، التي كانت عن النموذج الكلاسيكي لنظرية ويلر-فاينمان للامتصاص، ألبرت آينشتاين، ولفغانغ باولي، وجون فون نيومان. علق باولي على النظرية أنه من الصعب جدا إخضاعها لميكانيكا الكم، وقال آينشتاين أنه ربما يحاول تطبيقها على الجاذبية في النسبية العامة، وهذا بعينه ما قام به السير فريد هويل وجايانت نارلايكار لاحقا، فيما يسمى نظرية هويل-نارلايكار للجاذبية. حصل فاينمان على درجة الدكتوراه من برينستون عام 1942، وكان المشرف حينها جون ويلر. كانت أطروحته بعنوان «مبدأ الفعل الأصغر في ميكانيكا الكم». طبق فاينمان مبدأ الفعل الأصغر على مشكلات ميكانيكا الكم، وكان دافعه هو رغبته في إخضاع نظرية ويلر-فاينمان، الخاصة بالكهروديناميكا، لميكانيكا الكم، وقد كان ذلك الأساس الذي بنيت عليه صياغة المسار التكاملي ومخططات فاينمان. كانت الفكرة المفتاحية في ذلك هي أن البوزيترونات تتصرف كأنها إلكترونات تمضي إلى الوراء في الزمن. يقول جيمس غليك: كان فاينمان آن ذلك في أوج قدراته. كان في الثالثة والعشرين من عمره... ربما لم يكن هناك أي فيزيائي على وجه الأرض يمكنه أن يضاهي إتقانه الشديد لأساسيات العلوم النظرية. فهو لم يكن بارعا في الرياضيات فحسب (رغم أن الأمر بدا واضحا...كانت الآليات الرياضية المستجدة في «نظرية ويلر-فاينمان» أعلى من قدرات ويلر نفسه). بدت السهولة التي امتلكها فاينمان في التعامل مع الجوهر الأساسي للمعادلات، فقد كان شبيها بآينشتاين عندما كان في نفسه سنه، وشبيها بالفيزيائي السووفيتي ليف لاندو، وقلة قليلة آخرى» اشترط على فاينمان في منحة برينستون الدراسية ألا يتزوج، لكنه رغم ذلك ظل يواعد حبيبته، آرلين غرينباوم، التي رافقها منذ الثانوية، وأصر على الزواج منها فور حصوله على درجة الدكتوراه، وذلك رغم علمه بأنها مريضة بالسل. لم يكن لهذا المرض علاج شاف في ذلك الوقت، وتوقع الأطباء أنها لن تعيش أكثر من عامين. في يوم 29 من يونيو 1942، استقل فاينمان وحبيبته عبارة ذاهبة إلى جزيرة ستاتن، حيث تزوجا بمكتب المدينة. لم يحضر أي فرد من عائلتهما ولا أصدقائهما، وشهد على الزواج شخصان غريبان. لم يستطع فاينمان أن يقبل آرلين سوى على خدها. بعد انتهاء الحفل، اصطحبها إلى مستشفى ديبورا، وظل يزورها كل عطلة أسبوعية.

## مشروع مانهاتن السري

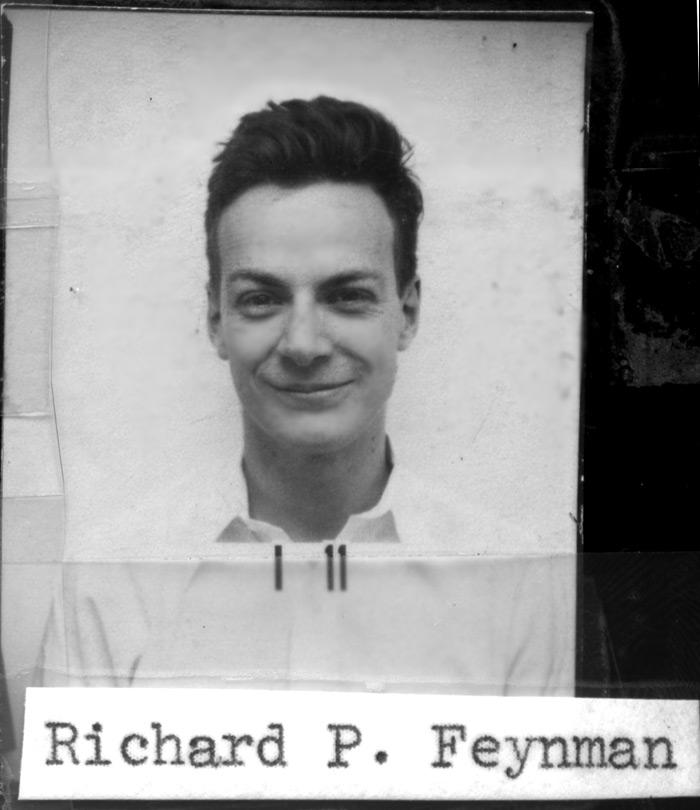
صورة بطاقة هوية فاينمان بمشروع مانهاتن

في عام 1941، احتدمت الحرب العالمية الثانية في أوروبا، لكن الولايات المتحدة لم تكن قد دخلت الحرب بعد. أمضى فاينمان صيفه في العمل على مشاكل المقذوفات في ترسانة فرانكفورد ببنسلفانيا. بعد دخول الولايات المتحدة الحرب عقب الهجوم الذي شن على ميناء هاربر، جُند فاينمان من قبل روبرت ويلسون، الذي كان يعمل على طرق لإنتاج اليورانيوم المخصب لاستخدامه في القنبلة الذرية، وكان ذلك جزء مما سيعرف لاحقا بمشروع مانهاتن السري. عمل فريق ويلسون، بجامعة برينستون، على صنع جهاز يسمى الأيزوترون، وذلك لاستخدامه في الفصل الكهرومغناطيسي لليورانيوم 235 عن اليورانيوم 238. لكن الفصل تم بطريقة مختلفة كليا، وذلك باستخدام جهاز يسمى الكالوترون، والذي كان قيد التطوير بواسطة فريق عمل تحت إشراف مستشار ويلسون السابق، أرنست لورنس، في المعمل الإشعاعي بجامعة كاليفورنيا. كان الأيزوترون، نظريا، أكثر كفاءة بكثير من الكالوترون، لكن فاينمان وبول أولم كافحا للتأكد مما إذا كان عمليا. وفي النهاية، وبعد توصية من لورنس، توقف مشروع الأيزوترون.
أثناء هذه المرحلة، في عام 1943، كان روبرت أوبنهايمر يعمل على إنشاء معمل لوس ألاموس السري في سهل من سهول نيومكسيكو، حيث ستُصَمَّم القنابل الذرية وتُصْنَع. قدم المعمل عرضا على فريق برينستون للانتقال إلى هناك. قال ويلسون عقب ذلك: «مثل زمرة من الجنود المحترفين، وقّعنا جميعا للقدوم إلى لوس ألاموس». انبهر فاينمان، مثل كثير من الفيزيائيين الشباب، بجاذبية أوبنهايمر، والذي اتصل بفاينمان من شيكاغو ليخبره أنه وجد مصحة في ألباكركي، بنيومكسيكو، لعلاج آرلين. وكانا من أوائل من رحلا إلى نيومكسيكو، واستقلا قطارا يوم 28 من مارس عام 1943. أعطت هيئة السكة الحديدية آرلين كرسيا متحركا، ودفع فاينمان من جيبه مزيدا من المال ليحجز لها غرفة خاصة.
عين فاينمان في لوس ألاموس بقسم هانز بيث النظري، وانبهر به بيث، فجعله قائدا للفريق. طور فاينمان وبيث معادلة «بيث-فاينمان» لحساب إنتاج القنبلة الانشطارية التي بنيت قبل ذلك بناء على أعمال روبرت سيربر. لم يكن فاينمان، كفيزيائي شاب، محور المشروع. لكنه أدار مجموعة حاسوبية من البشر في القسم النظري. كما ساهم بصحبة ستانلي فرانكيل ونيوكولاس متروبوليس في بناء نظام يستخدم بطاقات أي بي إم المختومة من أجل الحوسبة. وابتكر طريقة جديدة لحساب اللوغاريتمات، والتي طبقها لاحقا على آلة التواصل. هذا إلى جانب حساب معادلات النيوترون من أجل «غلاية مياه» لوس ألاموس، وهي مفاعل نووي صغير يستخدم في معرفة مدى اقتراب تركيبة من المواد الانشطارية من الحالة الحرجة.
عندما أنجز فاينمان عمله، أُرْسِلَ إلى منشأة «كلينتون للأشغال الهندسية»، الواقعة في بلدة أوك ريدج بتنيسي، حيث كانت وحدات تخصيب اليورانيوم الخاصة بمشروع مانهاتن. وقام هناك بمساعدة المهندسين في وضع أسس السلامة لتخزين المواد، وذلك لتفادي وقوع أي حادثة حرجة، خصوصا عندما يتلامس اليورانيوم المخصب والماء، والتي عملت بدورها كمهدئ نيوترونات. أصر فاينمان على تقديم محاضرة عن الفيزياء النووية ليوضح لهم مخاطرها. وأوضح أنه رغم إمكانية تخزين أي كمية من اليورانيوم غير المخصب بأمان، فإن من الواجب توخي الحذر في حالة اليورانيوم المخصب. كما طور سلسلة من احتياطات السلامة لمستويات التخصيب المتعدة. وأخبره مديرو لوس ألاموس بأن يعلمهم إذا عرقله الناس في أوك ريدج في أي من اقتراحات السلامة التي يقترحها، وإلا فلن يتمكن من تحمل مسؤولية سلامتهم.

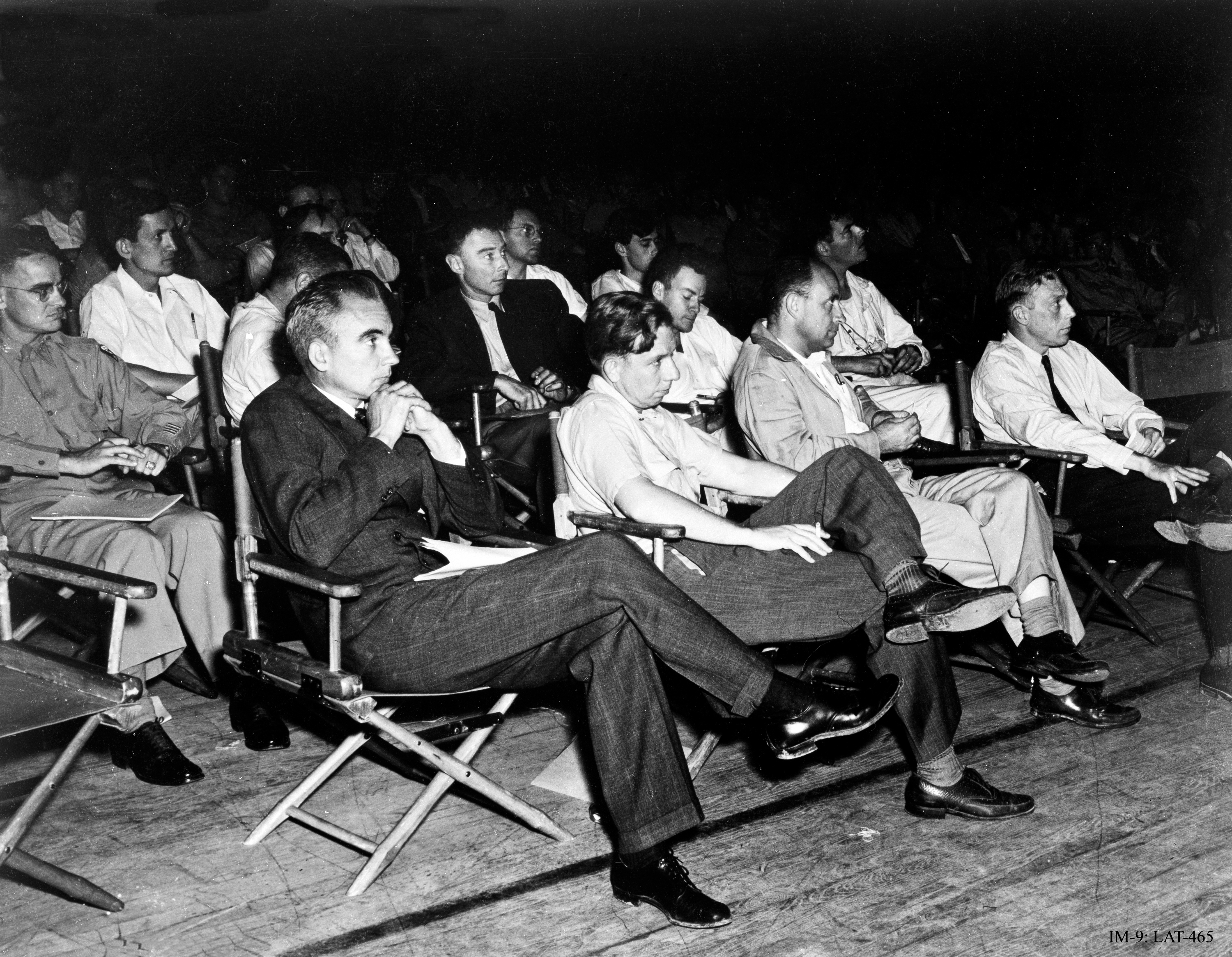
فاينمان (في المنتصف) بصحبة روبرت أوبنهايمر (على يسار فاينمان) في معمل لوس ألاموس أثناء مشروع مانهاتن السري.

لدى عودته إلى لوس ألاموس، تم تكليفه بقيادة مجموعة مسؤولة عن العمل النظري والحسابات الخاصة بقنبلة هيدريد اليورانيوم التي اعتزموا صنعها، وثبت في النهاية استحالة صنعها. طلب نيلز بور أن يقابله ليتناقشا وجها لوجه. ولاحقا، عرف فاينمان سبب ذلك. فقد كان معظم الفيزيائيين الآخرين مبهورين بنليز بور إلى درجة لم تمكنهم من مجادلته. لكن فاينمان لم يكن مثلهم، ووجه نقده بحماس إلى أي شيء ظنه معيبا في طريقة تفكير نيلز بور. لقد صرح بأنه يحترم بور مثلما يحترمه الآخرون، لكن ما إن يدخله أحدهم في نقاش عن الفيزياء، فإنه تركيزه ينصب بدرجة تجعله ينسى أمر التأنق الاجتماعي. لعل هذا كان سببا في كون بور غير ودود مع فاينمان.
نظرا إلى طبيعة المشروع فائقة السرية، كان معمل لوس ألاموس شديد الانعزال. كان فاينمان يسلي نفسه باستكشاف طرق لفتح أقفال الخزائن والمكاتب المستخدمة في تأمين الأوراق. ووجد أن زملائه يميلون إلى ترك الخزائن مفتوحة، أو ينسون كلمة السر مكتوبة، أو يعينون كلمة سر سهلة التخمين مثل تاريخ أحد الأيام. لذلك قام فاينمان بعمل كثير من المقالب في أصحابه. وفي أحد المرات، كان يحاول فك كلمة سر أحد الأقفال بتخمين بعض الأرقام التي ظن أن الفيزيائيين سيستخدمونها، ووجد أنها كانت 27-18-28، وهي مبنية على ثابت أساس اللوغاريتم الطبيعي e، (والذي يساوي 2.71828...)، ووجد أن الثلاثة خزائن، التي احتفظ فيها أحد زملائه بأوراق بحثية تخص القنبلة الذرية، مقفولة بنفس كلمة السر. فترك سلسلة من الملاحظات داخل الخزائن كمقلب في زملائه، الأمر الذي أفزع زميله فريدريك دي هوفمان، وقاده إلى التفكير في أن جاسوس أو مخرب تمكن من الحصول على أسرار القنبلة الذرية.
تلقى ريتشارد فاينمان أجرا شهريا بلغ 380 دولار أمريكي، وكان ذلك نصف ما كان يحتاجه لتغطية نفقات عيشه البسيط وفواتير علاج آرلين، مما اضطرهم إلى الإنفاق من مدخراتها التي كانت 3300 دولار. وظل فاينمان يستعير سيارة صديقه كلاوس فوكس كل عطلة أسبوعية ليزور زوجته آرلين في ألباكركي. عندما بدأ التساؤل في لوس ألاموس حول الجاسوس المحتمل من بينهم، تكهن فوكس أن فاينمان، بمهاراته في فك الأقفال ورحلاته المتكررة إلى ألباكركي، هو المرشح المحتمل. [67] لكن هذه الصورة تغيرت عندما اعترف فوكس عام 1950 بأنه تجسس لصالح الاتحاد السوفييتي. جمّع مكتب التحقيق الفيدرالي ملفا كبيرا عن فاينمان إثر ذلك.
في إحدى المرات، كان فاينمان داخل غرفة الحوسبة، وأتاه خبر احتضار آرلين. فاستعار سيارة فوكس ورحل إلى ألباكركي، حيث ظل جالسا لساعات حتى توفت يوم 16 من يونيو عام 1945. أنهك فاينمان نفسه في العمل على المشروع وكان حاضرا في اختبار ترينيتي النووي. وادّعى أنه الشخص الوحيد الذي رأى الانفجار النووي دون نظارات داكنة أو نظارات لحام من التي أعطوه إياها، وعلل ذلك بأن المشاهدة من وراء زجاج الشاحنة كان آمنا، وسيحجب الإشعاع الفوق بنفسجي الضار. عندما رأى ريتشارد فاينمان الانفجار، انحنى إلى أرضية الشاحنة، فقد كان ضوء الانفجار شديدا، ورأى عقبه صورة تلوية لبقعة أرجوانية.

## جامعة كورنيل
شغل فاينمان وظيفة إسمية كمساعد أستاذ للفيزياء في جامعة ويسكونسن-ماديسون، إلا أن أيامه التي قضاها في مشروع منهاتن لم تكن مدفوعة الأجر. في عام 1945، تلقى خطابا من دين مارك إنغرام، من كلية الآداب والعلوم، طلب فيه أن يعود إلى الجامعة ليحاضر في العام الدراسي القادم. لكنه لم يلتزم بالعودة، ولذلك لم يتم تمديد توظيفه. في خطاب ألقاه فاينمان في تلك الجامعة بعد عدة أعوام، قال «من الرائع أن آتي إلى الجامعة الوحيدة التي امتلكت حسا جيدا في قرار فصلي»
في وقت مبكر من يوم 30 من أكتوبر عام 1943، أرسل بيث إلى رئيس قسم الفيزياء بجامعته، أي جامعة كورنيل، ليرشح توظيف ريتشارد فاينمان. وفي 28 من فبراير عام 1944، صادق روبرت باشر، من جامعة كورنيل أيضا، على ترشيح توظيفه.  أدى ذلك إلى إرسالهم طلب توظيف في أغسطس عام 1944، وقبله فاينمان. كان أوبنهايمر يأمل في أن يضم فاينمان إلى جامعة كاليفورنيا، لكن رئيس قسم الفيزياء ريموند ت. بيرج كان ممانعا. وفي مايو عام 1945 قدم عرضا إلى فاينمان، لكنه رفضه. تقاضى فاينمان من كورنيل راتبا سنويا بلغ 3900 دولار أمريكي. أصبح فاينمان أول القادة الذين رحلوا عن معمل لوس ألاموس، عندما ذهب في أكتوبر عام 1945 إلى إيثاكا بنيويورك.
ولأنه لم يعد يعمل في معمل لوس ألاموس، فإنه لم يعد أيضا معفيا من التجنيد الإجباري. وأثناء الكشف الطبي، شخص الأطباء النفسيون فاينمان بإصابته بمرض عقلي، وبذلك أعفاه الجيش من التجنيد لأسباب عقلية. توفى والده فجأة يوم 8 من أكتوبر عام 1946، وحزن فاينمان لوفاته حزنا كبيرا. وكتب خطابا يوم 17 من أكتوبر عام 1946 إلى آرلين، عبر فيه عن عميق حبه وغصته. كان الخطاب مغلقا ولم يفتح إلا بعد وفاته. وكان مكتوبا في نهايته: «رجاء سامحيني على عدم إرسال هذا الخطاب إليكِ، فأنا لا أعلم عنوانك الجديد». لم يتمكن بعد ذلك من التركيز على البحث العلمي، ولذلك بدأ يحل ألغاز الفيزياء، ليس من أجل المنفعة، بل من أجل إرضاء ذاته.  من بين تلك الألغاز كان دوران القرص المترنح في الهواء، والذي لاحظه عندما ألقى أحدهم طبق عشاء في الهواء، عندما كان في كافتيريا جامعة كورنيل. كما قرأ كتاب السير وليم روان هاملتون عن الكواتيرنيون، وحاول أن يستخدمها في صياغة نظرية نسبية للإلكترونات، لكنه لم ينجح. كان عمله أثناء تلك الفترة، والذي تضمن استخدامه معادلات دوران لتفسير الكثير من سرعات الغزل، محوريا في العمل الذي نال لأجله جائزة نوبل، إلا أنه استاء وقرر أن يركز على ألغاز تجريبية ذات طبيعة مباشرة أقل. تفاجأ فاينمان بالعروض التي قدمتها جامعات مرموقة أخرى ليشغل منصب أستاذ، كان من بينها معهد الدراسات المتقدمة، جامعة كاليفورنيا بلوس أنجلوس، وجامعة كاليفورنيا ببيركلي.

مخطط فاينمان لاضمحلال الإلكترون والبوزيترون.

لم يكن فاينمان الفيزيائي النظري المحبط الوحيد في الأعوام القليلة التي تلت الحرب. فقد عانت الكهروديناميكا الكمية من التكاملات الغير محدودة في نظرية التقريب المتتالي. كانت هذه عيوبا رياضية واضحة في النظرية، وقد حاول فاينمان وويلر حلها، لكنهما فشلا في ذلك.  قال الفيزيائي موري جيلمان أن العلماء النظريين في تلك الفترة أصابتهم نكبة. في يونيو عام 1947، تجمع علماء الفيزياء النظرية الرواد في مؤتمر جزيرة شيلتر. وصف فاينمان ذلك قائلا أنه: «أول مؤتمر مع الرجال الكبار»، وأضاف «لم أنل أي فرصة لحضور مثل هذا المؤتمر في وقت السلم». أثناء المؤتمر، أجري نقاش حول المشاكل التي عانت منها الكهروديناميكا الكمية، لكن الانشغال بإنجازات الفيزيائيين التجريبين طغى على الفيزيائيين النظريين، فقد أعلنوا عن اكتشافهم انزياح لامب، وحسابهم العزم المغناطيسي للإلكترون، وكذلك أعلنوا عن فرضية الميزون الثنائي لروبرت مرشاك.
احتل بيث الصدارة من هندريك كرامرز، وصاغ معادلة كمية غير-نسبية معادة التطبيع لانزياح لامب. وكانت الخطوة التالية لذلك هي إيجاد نسخة نسبية منها. اعتقد فاينمان أن بإمكانه فعل ذلك، لكنه حين عاد إلى بيث بحله، لم يتفقا. لكنه عاد مرة أخرى للعمل بحذر على حل المشكلة، وقام بتطبيق صياغة المسار التكاملي التي استخدمها في أطروحته. وقام بعمل تكامل محدود تماما مثل بيث. وبذلك تلاقى حله مع حل بيث. عرض فاينمان حله على أقرانه في مؤتمر بونوكو عام 1948. لكن الأمر لم يمض على خير. ألقى جوليان شفينغر شرحا مطولا عن عمله في الكهروديناميكا الكمية، وعرض فاينمان نسخته الخاصة، والتي كانت بعنوان «صياغة بديلة للكهروديناميكا الكمية». وقد حيرت مخططات فاينمان الغير مألوفة الحضور حينئذ. لم ينجح فاينمان في توصيل فكرته، وأبدى كل من بول ديراك، إدوارد تيلر، ونيلز بور اعتراضهم.
كان الأمر المحير في ذلك الأمر بالنسبة إلى فريمان دايسون أن شينيتشيرو توموناغا، شفينغر، وفاينمان فهموا ما كانوا يشرحونه جيدا حتى لو لم يفهم أحد سواهم، لكنهم لم ينشروا أي شيء. لقد كان مقتنعا بأن صياغة فاينمان كانت أسهل فهما، وفي النهاية أقنع أوبنهايمر بذلك. نشر دايسون ورقة بحثية عام 1949، طرح فيها قوانين جديدة إلى قوانين فاينمان، وأوضح فيها طريقة إنجاز إعادة التطبيع. دفع فاينمان إلى نشر أفكاره في مجلة فيزيكال ريفيو في سلسلة من الأوراق البحثية خلال ثلاث سنوات. كانت أوراقه البحثية لعام 1948 عن «قاطع نسبي للكهروديناميكا الكلاسيكية»، وحاول فيها شرح ما لم يفهمه الحضور في مؤتمر بونوكو.  وكانت أوراقه البحثية لعام 1949 عن «نظرية البوزيترونات»، وتناول فيها معادلة شرودنغر ومعادلة ديراك، وتوصل إلى ما يسمى الآن «ناقل فاينمان». وأخيرا، في عام 1950، قام بنشر أوراق بحثية عن «صياغة رياضية لنظرية التآثر الكهرومغناطيسي الكمية» وعام 1951 نشر عن «تطبيقات حساب التفاضل والتكامل في الكهروديناميكا الكمية»، حيث طور الأسس الرياضية لأفكاره، وصاغ معادلات شبيهة وأخرى جديدة ومتقدمة.
رغم أن الاستشهاد في البداية كان من نصيب أبحاث شفينغر، إلا أن الأبحاث التي استشهدت بفاينمان وطبقت مخططاته لم تظهر إلا في عام 1950، وبعد ذلك لاقت رواجا كبيرا. تعلم الطلاب كيف يستخدمون أداة قوية جديدة صنعها فاينمان. وتمت برمجة الحواسيب لاحقا لكي تجري حسابات مخططات فاينمان، مما أتاح أداة لا مثيل لقوتها. كان من الممكن برمجة مثل هذه البرامج لأن مخططات فاينمان تكونت من لغة شكلية ذات قواعد شكلية. توصل مارك كاك وفاينمان إلى معادلة فاينمان-كاك التي تصل بين المعادلة التفاضلية الجزئية من نوع القطع المكافئ وبين العمليات التصادفية، مما أتاح تطبيقات عديدة جديدة في مجالات أخرى. رغم كل ذلك، لم يرى شفينغر أن مخططات فاينمان كانت فيزياء، ولكن رأى أنها «أسلوب تدريس».
بحلول عام 1949، ضاق فاينمان ذرعا بوجوده في كورنيل. فهو لم يستقر أبدا في منزل أو مسكن محدد، وظل يتنقل بين منازل طلابه أو أصدقائه المتزوجين كضيف، إلى أن أصبحت هذه الاستضافات مقلقة جنسيا. فقد أحب فاينمان مواعدة الطالبات، واستأجر عاهرات، ونام مع زوجات أصدقائه. ولم يكن يحب طقس إيثكا البارد في الشتاء، وفضل العيش في طقس أكثر دفئا. والسبب الأهم من كل ذلك هو أنه كان دائما محجوبا بظل هانز بيث. لكن رغم كل ذلك، كان فاينمان ممتنا لنزل تيلورد، حيث قضى معظم فترة توظيفه في كورنيل هناك. في إحدى مقابلاته، وصف ذلك النزل بأنه «جماعة من الأولاد الذين تم اختيارهم بعناية لمنحتهم الدراسية، بسبب ذكائهم أو عقولهم أو أي ما يكن، لكي يتم منحهم مقعدا ومسكنا مجانيا وغير ذلك». لقد استمتع بسكينة ذلك النزل، وقال ذات مرة «لقد كان ذلك هو المكان الذي أنجزت فيه عملي الأساسي الذي نلت لأجله جائزة نوبل».

## أعوامه في كالتك

### حياته الشخصية والسياسية
قضى فاينمان عدة أسابيع في ريو دي جانيرو في يوليو عام 1949. ففي ذلك العام، جرب الاتحاد السوفييتي أول قنبلة ذرية له، مما أدى إلى انفجار هستيريا ضد-شيوعية كبيرة. اعتُقل فوكس بتهمة التجسس لصالح السوفييت عام 1950، وأجرى مكتب التحقيق الفيدرالي تحقيقا مع بيث حول ولاء فاينمان. كما اعتقل الفيزيائي ديفيد بوم في ديسمبر عام 1950، وهاجر إلى البرازيل في أكتوبر عام 1951.  أخبرت إحدى الصديقات فاينمان أن عليه أن ينتقل إلى أمريكا الجنوبية. وكان من المقرر أن يذهب إلى إعارة بين 1951 و1952، وانتخب ليقضيها في البرازيل، حيث ألقى محاضرات في المركز البرازيلي لأبحاث الفيزياء. وأثناء تواجده في البرازيل، أعجب فاينمان بموسيقى السامبا، وتعلم العزف على آلة قرع معدنية تسمى المقلاة. كما أحب العزف على طبول البونغو، واعتاد أن يعزف في أوركسترا حفلات موسيقية. قضى فاينمان وقتا في ريو دي جانيرو بصحبة صديقه بوم، وحاول بوم أن يقنعه بفحص أفكاره عن الفيزياء، لكنه لم يقتنع.
لم يعد فاينمان بعدها إلى كورنيل. فروبرت باشر، الذي كانت له اليد العليا في توظيف فاينمان بكورنيل، أقنعه بالذهاب إلى معهد كاليفورنيا للتكنولوجيا (كالتك). وكان من ضمن الاتفاق أن يقضي عامه الأول من إعارته في البرازيل. سحر فاينمان بماري لويس بيل القادمة من مدينة نيوديشا بكنساس. فقد تقابلا في كافتيريا بجامعة كورنيل، حيث كانت تدرس تاريخ الأنسجة والفن المكسيكي. بعد ذلك لحقت به إلى كالتك، حيث كانت تحاضر. وعندما كان فاينمان في البرازيل، كانت تحاضر عن تاريخ الأثاث والبطانات في جامعة ولاية ميشيغان. وفي يوم 28 من يونيو عام 1952، تزوجها فاينمان، بعد أن طلب يدها في خطاب أرسله من ريو دي جانيرو، وتم الزفاف في مدينة بويسي بأيداهو بعد وقت قصير من عودته. لم تكن حياتهما الزوجية بعد ذلك على ما يرام، فقد تشاجرا كثيرا، وكانت تخاف من حدة طبعه. كانت آرائهما السياسية مختلفة، فرغم أنه كان يصوت لصالح الحزب الجمهوري، فإنها كانت أكثر محافظة منه، وقد شعر فاينمان بالإهانة من رأيها بخصوص استجواب أوبنهايمر الأمني عام 1954، حيث قالت: «ليس هناك دخان بلا نار». انفصل الزوجان يوم 20 من مايو عام 1956. وبدأت إجراءات الطلاق في 19 من يونيو من نفس العام، وقدمت زوجته دعوى بأنه كان شديد القسوة. وتم الطلاق أخيرا في 5 من مايو عام 1958.
ازداد اهتمام الحكومة الأمريكية بالعلوم في أعقاب أزمة سبوتنك عام 1957. رشح فاينمان حينها ليكون عضوا في اللجنة الاستشارية العلمية للرئيس، لكن الأمر لم يتم. وخلال تلك الفترة، حقق مكتب التحقيق الفيدرالي مع امرأة قريبة من فاينمان، يحتمل أنها ماري لويس، وقد أدلت بشهادة إلى إدغار هوفر في 8 من أغسطس عام 1957 جاء فيها:
رغم ذلك، أرسلته الحكومة إلى جنيف في سبتمبر عام 1958 ليحضر مؤتمر «ذرات من أجل السلام». وعلى شاطئ بحيرة جنيف، قابل غوينيث هاورث من ريبوندن بيوركشاير، وكانت تعمل خادمة في سويسرا. كان حب فاينمان مضطربا منذ طلاقه، فقد رحلت عنه صديقته السابقة ومعها ميدالية جائزة ألبرت آينشتاين، وعند طلاق صديقته الأخرى، ادعت زيفا أنها حامل، وابتزته ليدفع ثمن إجهاضها، وأخذت المال لتشتري به أثاثا. عندما علم فاينمان أن هاورث كانت تتلقى راتبا شهريا بلغ 25 دولارا أمريكيا فقط، عرض عليها 20 دولارا أسبوعيا لكي تكون خادمته وتقيم معه. كان فاينمان يعرف أن مثل هذا السلوك غير قانوني، وفقا لقانون مات الفيدرالي، ولذلك كلف صديقه ماثيو ساندس بتمثيل أنه كفيلها. أشارت هاورث أنها كانت تواعد صديقين بالفعل، لكنها قررت أن تقبل عرض فاينمان، ووصلت إلى ألتادينا بكاليفورنيا، في يونيو عام 1959. ذكرت هاورث أنها تواعد رجلا آخر، لكن فاينمان طلب يدها في مطلع عام 1960. وتزوجا في 24 من سبتمبر عام 1960، وكان الزفاف في فندق هانتغتون بباسادينا. أنجب الزوجان ابننا في عام 1962، وأسموه كارل، وتبنيا ابنتهم ميشيل عام 1968.  إلى جانب بيتهما في ألتادينا، اشترى فاينمان بيتا على شاطئ باخا بكاليفورنيا، ودفع ثمنه من المال الذي تلقاه عندما فاز بنوبل.
جرب فاينمان تعاطي الماريغوانا والكيتامين في أقفاص جون ليلي العازلة المشهورة، وذلك كطريقة لدراسة الوعي. وأقلع عن الكحول عندما بدأ يظهر بعض علامات إدمان الكحول المبكرة، فلم يرد أن يفعل أي شيء قد يسبب ضررا بعقله. رغم فضوله تجاه المهلوسات، كان فاينمان شديد الممانعة تجاه تجربة الإل إس دي.

### الفيزياء
أثناء وجوده في كالتك، بحث فاينمان في فيزياء الميوعة الفائقة الخاصة بالهيليوم المسال فائق البرودة، حيث أظهر الهيليوم افتقارا تاما للزوجة عند سيلانه. قدم فاينمان تفسيرا كميا لنظرية الفيزيائي السوفييتي ليف لانداو الخاصة بالميوعة الفائقة. عند تطبيق معادلة شرودينغر على هذه المشكلة، اتضح أن الميوعة الفائقة أظهرت سلوكا كميا مرئيا على المستوى الكبير (الماكروسكوبي). ساعد هذا الاستنتاج في حل مشكلة التوصيل الفائق، لكن الحل راوغ فاينمان. أتى الحل بعد ذلك من النظرية التي وضعها جون باردين، ليون نيل كوبر، وجون روبرت شريفر والتي سميت باسمهم (نظرية ب.ك.س. للتوصيلية الفائقة).

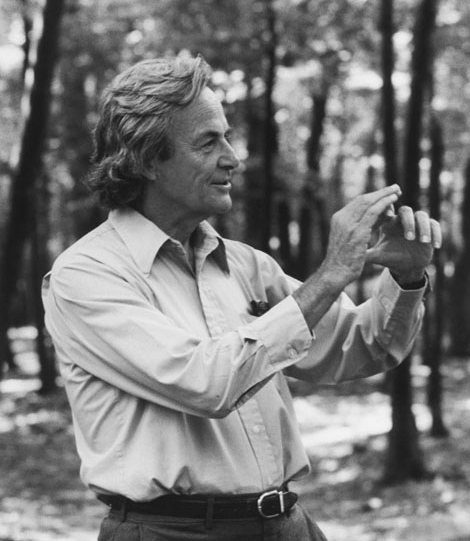
ريتشارد فاينمان بوالثام، ماساتشوستس عام 1984.

كانت لدى فاينمان رغبة في تطبيق ميكانيكا الكم على نظرية ويلر-فاينمان للكهروديناميكا، فوضع أسس لصياغة المسار التكاملي ومخططات فاينمان.
طور فاينمان، بمساعدة موراي غيلمان، نموذجا للانحلال الضعيف، وأوضح أن الشحنة المقترنة في هذه العملية كانت مزيجا من شحنات اتجاهية ومحورية (من أمثلة الانحلال الضعيف انحلال النيوترون إلى إلكترون، بروتون، ونيوترينو مضاد). رغم أن جورج سودارشان وروبرت مارشاك طورا نظرية على نحو شبه متزامن، فإن نظرية فاينمان وموراي غيلمان اعتبرت أكثر نفعا، ذلك لأن التفاعل النووي الضعيف كان موصوفا بعناية عن طريق الشحنات المحورية والمتجهة. وبذلك قامت بدمج نظرية اضمحلال جسيم البيتا لإنريكو فيرمي مع كسر التماثل.
حاول فاينمان تقديم تفسر يسمى نموذج البارتون الخاص بالتآثر القوي المتحكم في تبدد النويات. ظهر نموذج الباترون كمكمل لنموذج الكوارك الذي طوره غيلمان. كانت العلاقة بين النموذجين مظلمة، فقد أشار غيلمان ساخرا إلى باترونات فاينمان بوصفها خدّاعة. في منتصف الستينات، كان الفيزيائيون يعتقدون أن الكواركات كانت مجرد جهاز ضبط لأرقام التماثل، وليست جسيمات حقيقية، فإحصائيات جسيم الأوميجا السالب، إذا تم تفسيرها كثلاثة كواركات متلاحمة معا، كانت لتبدو مستحيلة إذا كانت الكواركات جسيمات حقيقية.
أظهرت تجارب التناثر العميق غير المرن بمعمل معجل سلاك الوطني، في أواخر الستينات، أن النويات (بروتونات ونيوترونات) تحتوي على جسيمات تشبه النقط تتسبب في تناثر الإلكترونات. كان من الطبيعي أن تصنف تلك الجسيمات ككواركات، لكن نموذج فاينمان للباترون حاول أن يفسر البيانات التجريبية على نحو لا يقود إلى مزيد من الفرضيات. فعلى سبيل المثال، أظهرت البيانات أن 45% من طاقة الزخم كانت محمولة من قبل جسيمات متعادلة الشحنة داخل النوية. تعتبر الجسيمات متعادلة الشحنة هذه في يومنا هذه غلوونات حاملة للقوى بين الكواركات، ومكننا عدد الكم ثلاثي القيمة الخاص بها من حل مشكلة الأوميجا السالب. لم يعارض فاينمان نموذج الكواركات، فعلى سبيل المثال، عندما تم اكتشاف الكوارك الخامس عام 1977، أخبر فاينمان طلابه فورا أن هذا الاكتشاف يدل على أن هناك كواركا سادسا، والذي تم اكتشافه بالفعل بعد عقد من وفاته. 
بعد النجاح الباهر الذي حققته الكهروديناميكا الكمية، تحول فاينمان إلى الجاذبية الكمية. وبالتناظر مع الفوتون، الذي يملك رقم غزل يساوي 1، قام فاينمان بالبحث في وجود مجال عديم الكتلة له رقم غزل يساوي 2، واشتق معادلة أينشتاين للمجال الخاصة بالنسبية العامة، مع قليل من الزيادات. لم تكن أداة الحساب التي اكتشفها فاينمان حينها للجاذبية، والتي تدعى «أشباح»، وهي جسيمات داخل مخططاته والتي تتصل بشكل «خاطئ» بالزخم وبالإحصائيات، ذات نفع في تفسير السلوك الكمي للجسيمات وفق نظريات يانغ-ميلز، ولا الكروموديناميكا الكمية أو القوى الكهروضعيفة. عمل فاينمان على قوى الطبيعة الأربع: الكهرومغناطيسية، القوى النووية الضعيفة، القوى النووية القوية، والجاذبية. يذكر جون وماري غريبلين في كتبهما عن فاينمان أنه «ما من أحد آخر قدم أبحاثا مؤثرة مثل هذا التأثير في دراسة قوى التآثر الأربع».
كجزء من زيادة شعبنة الفيزياء، عرض فاينمان 1000 دولار كجائزة لاثنين من تحدياته التي طرحها عن تكنولوجيا النانو. كان الأول من نصيب ويليام مكليلان، والثاني من نصيب توم نيومان. كان فاينمان أيضا من أوائل العلماء الذين أدركوا إمكانية صناعة حواسيب كمية. بين عامي 1984 و1986، قام بتطوير طريقة تباينية لتقدير حسابات تكاملات المسارات، مما قاده إلى طريقة فعالة في تحويل امتدادات التشويش المتباعد إلى امتدادات اقتران قوية متقاربة (نظرية التغاير) ونتيجة لذلك، تم التوصل إلى حسابات أكثر دقة للأسس الحرجة الخاصة بتجارب الأقمار الصناعية.

### فنون التدريس

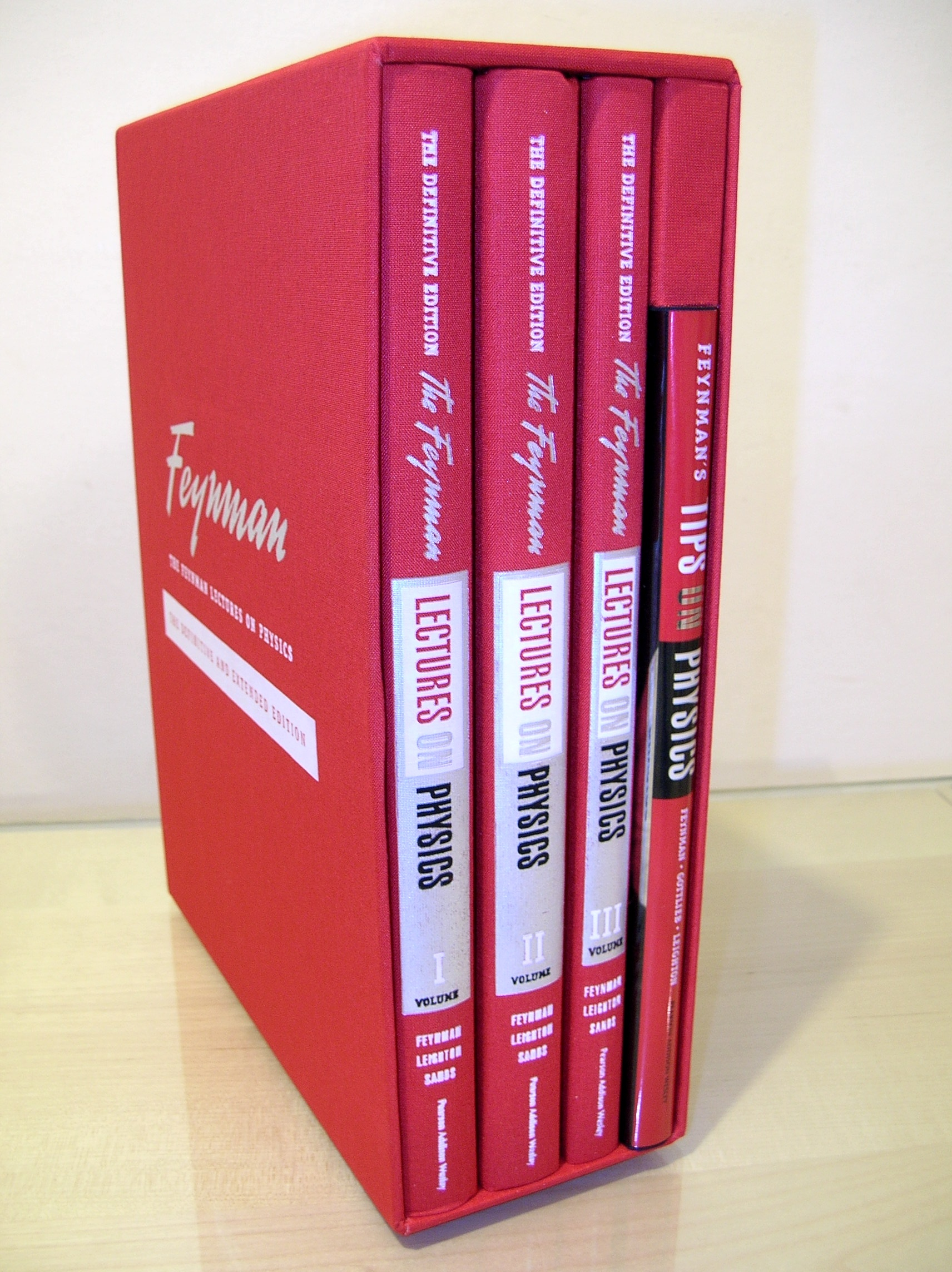
"محاضرات فاينمان في الفيزياء" بما في ذلك "نصائح فاينمان في الفيزياء": الطبعة النهائية والموسعة (الطبعة الثانية، 2005)

في مطلع الستينات، قبل فاينمان طلبا لـ«التفنن» في طرق تدريس الطلاب بكالتك. وبعد 3 سنوات من الالتزام بهذه المهمة، أصدر سلسلة محاضرات أصبحت فيما بعد معروفة باسم محاضرات فاينمان في الفيزياء. أراد فاينمان أن يضع في بداية الكتاب صورة لغشاء طبلة منثور فوقه مسحوق، وذلك لإظهار أنماط الاهتزاز. لكن نظرا إلى ما قد توحيه الصورة من علاقة بين المخدرات والروك آند رول، فقد قرر الناشرون تلوين الغلاف بلون أحمر خالص، لكنهم أضافوا صورة له وهو يعزف على الطبول في صدر الكتاب. ساعد اثنان من الفيزيائيين في إخراج محاضرات فاينمان في الفيزياء ككاتبين مشاركين بدوام جزئي، وهما روبرت لايتون وماثيو ساندز، واستمر العمل عدة سنوات. رغم ذلك، لم تتخذ الجامعات هذه المحاضرات ككتب مرجعية، لكنها لا تزال تباع بشكل كبير، نظرا إلى ما تقدمه من فهم عميق للفيزياء. تحولت محاضرات كثيرة وخطابات متنوعة ألقاها فاينمان إلى كتب أخرى، بما في ذلك طبيعة القانون الفيزيائي، الكهروديناميكا الكمية: نظرية الضوء والمادة الغريبة، الميكانيكا الإحصائية، محاضرات عن الجاذبية، ومحاضرات فاينمان في الحوسبة.
كتب فاينمان عن تجاربه أثناء تدريسه الفيزياء للطلاب الجامعيين في البرازيل. فقد ذكر أن أسلوب دراسة الطلاب والمراجع المكتوبة باللغة البرتغالية كانت خالية تماما من أي سياق علمي أو تطبيقات على المعلومات المذكورة، ووصف ما كانوا يتعلمونه بأنه لا يمت للفيزياء بصلة. في نهاية العام، دعي فاينمان إلى إلقاء محاضرة عن خبراته في التدريس، فوافق على ذلك، واشترط أن يتكلم بكل صراحة، وهو ما قام به فعلا.
عارض فاينمان التعلم بالتلقين (التعلم عن غيب) أو الحفظ عن ظهر قلب دون فهم، وغير ذلك من طرق التدريس التي تفضل القولبة على الفهم. كان التفكير والتقديم الواضحان محوريين في شروطه للتعلم. وكانت مجازفة أن تتقرب منه وأنت غير مستعد، فقد كان يتذكر الحمقى والمدعين جيدا.  في عام 1964، طلب منه أن يعمل في لجنة وضع المناهج لولاية كاليفورنيا، وكان مسؤولا عن قبول الكتب المرجعية التي كانت ستستخدم في مدارس كاليفورنيا. ولم يكن مسرورا بما وجده. فقد كانت كثير من مواضيع الرياضيات المكتوبة ذات نفع فقط عند التعامل مع الرياضيات البحتة والرياضيات الحديثة. كان طلاب الابتدائية يتعلمون المجموعات الرياضية، لكن:
في أبريل عام 1966، أرسل فاينمان خطابا إلى جمعية معلمي العلوم القومية، واقترح فيه طريقة لحث الطلاب على التفكير مثل العلماء، بانفتاح، وفضول، والأهم من ذلك بتشكك. وفي أُثناء محاضرته، أعطى تعريفا للعلم، وقال عنه أنه أتى عبر مراحل متعددة. تطور الذكاء على كوكب الأرض عبر مراحل، فالكائنات مثل القطط تلعب وتتعلم من التجربة، ومكن التطور البشر من استخدام اللغة لتمرير المعلومات من فرد إلى فرد آخر، مما حفظ المعرفة من الضياع عند موت الفرد. ولسوء الحظ، فإن المعلومات المغلوطة يمكن أن تمرر تماما مثلما تمرر الصحيحة، ومن هنا أتت الحاجة إلى خطوة أخرى. بدأ غاليليو وآخرون بالتشكيك في الحقيقة التي مررت إليهم والبحث فيما كان «منذ البدء»، وعن طريق التجربة، وصلوا إلى الموقف الصحيح، أي وصلوا إلى العلم.
أطلق فاينمان مصطلح «علم عباد الحمولة»، لأول مرة في بدء خطاب حفل تخرج كالتك، وهو وصف لما يبدو عليه أنه علم، لكنه ليس سوى علم زائف، وهو زائف لأنه يفتقر إلى «شيء من النزاهة العلمية، ومبدأ تفكير علمي يقود بشكل قاطع إلى نوع من الأمانة» من جانب العالم. ولقن دفعة طلاب التخرج حينها عبارته الشهيرة: «إن المبدأ الأهم هو ألا تخدع نفسك أبدا –وما أسهل أن تُخدع. لذلك عليك أن تكون شديد الحذر في هذا الأمر. وبعد أن تتمكن من عدم خداع نفسك، سيصبح من السهل ألا تخدع العلماء الآخرين. يتبقى عليك بعد ذلك أن تكون أمينا على نحو عادي فحسب».
كان فاينمان مشرف دكتوراه لـ 31 طالبا. ومن مؤلفاته "طبيعة قوانين الفيزياء" ترجمه إلى العربية الدكتور الفيزيائي أدهم السمان.

### لا بد وأنك تمزح يا سيد فاينمان!
في الستينات، بدأ فاينمان يفكر في كتابة سيرته الذاتية، وبدأ بعمل مقابلات مع بعض المؤرخين. وفي الثمانينيات، بدأ العمل مع ابن رالف ليتون، فسجل فصولا على أشرطة صوتية قام رالف لاحقا بتفريخها نصيا. نشر الكتاب عام 1985 بعنوان «لابد وأنك تمزح يا سيد فاينمان!» وأصبح من أفضل الكتب مبيعا. جلب نشر الكتاب موجة جديدا من الاحتجاج على سلوك فاينمان تجاه النساء. فقد كان هناك احتجاج على تمييزه الجنسي المزعوم عام 1968، ومرة أخرى عام 1972. عينت جينيجوي لا بيل كأستاذ جامعي من الإناث بكالتك عام 1969، ورفض طلب تثبيتها عام 1974. فرفعت لا بيل دعوى إلى لجنة تكافؤ فرص العمل، والتي بدورها حكمت ضد كالتك عام 1977، وأضافت أنها كانت تتقاضى راتبا أقل من الزملاء الذكور. قبل طلب لا بيل أخيرا بالتثبيت عام 1979. اندهش كثير من زملاء فاينمان بأنه كان في صف لا بيل. فقد كان يعرفها، وتبادلا إعجابا ببعضهما البعض.
انزعج غيلمان من نسب فاينمان لأعمال التآثر الضعيف إلى نفسه في الكتاب، وهدد برفع قضية، مما أدى إلى تصحيح الإصدارات اللاحقة من الكتاب. لم تكن هذه الحادثة آخر إثارة للجلبة خلال عقود من الامتعاض بين هذين العالمين. فقد عبر غيلمان كثير عن تضايقه من الاهتمام الذي ناله فاينمان، وقال: «إن فاينمان عالم عظيم، لكنه قضى شطرا كبيرا من مجهوده في إنتاج حكايات عن نفسه». وأشار إلى غرابة أطوار فاينمان، والتي منها أنه كان يرفض غسل أسنانه، ونصح الآخرين على التلفاز العام بعدم غسل أسنانهم أيضا، وذلك على الرغم من تقديم أطباء الأسنان دراسات علمية تؤيد غسلها.

### كارثة تشالنجر

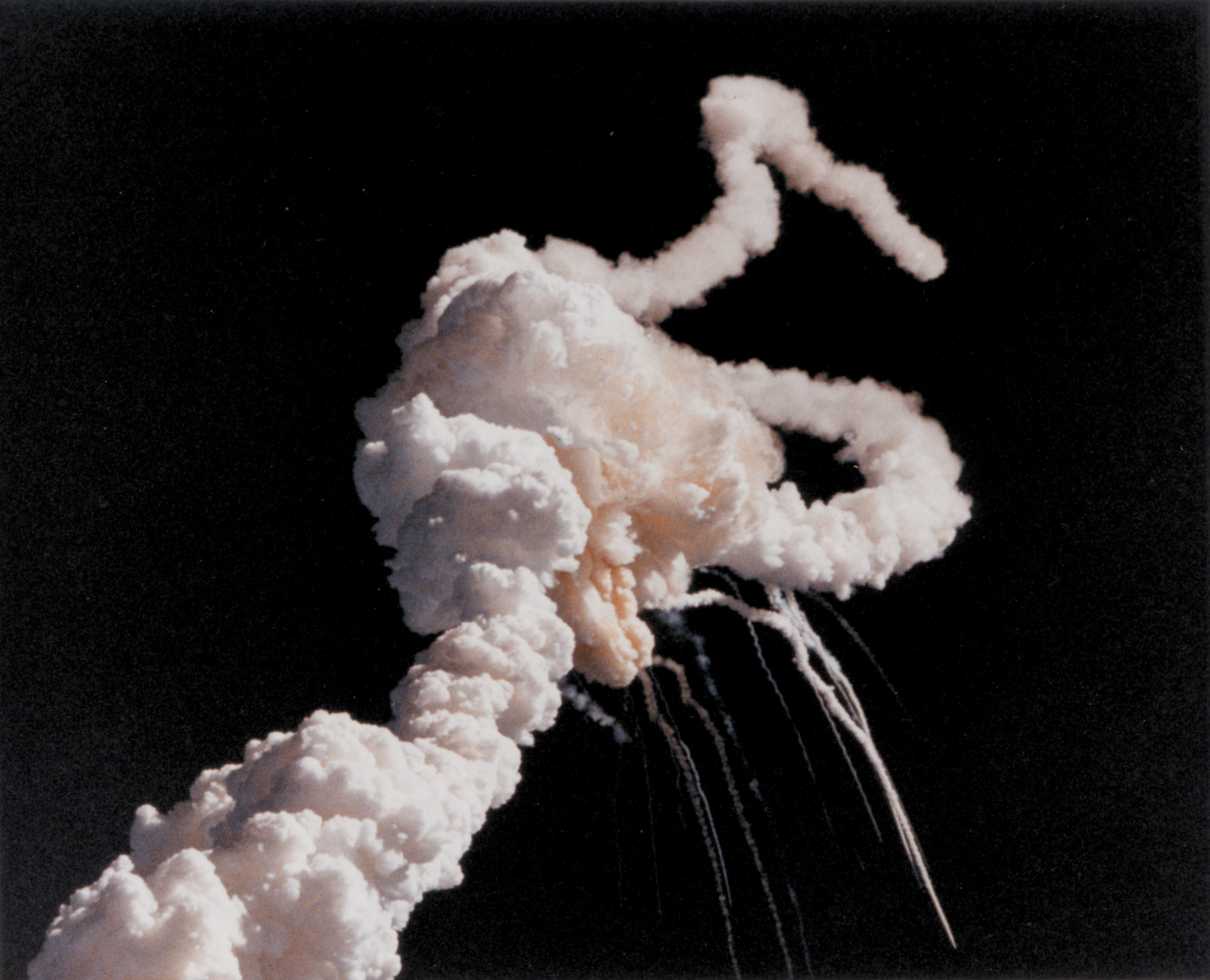
كارثة مكوك تشالنجر الفضائي، عام 1986.

تردد فاينمان في الاستجابة إلى دعوة لجنة روجرز التي حققت في كارثة تشالنجر. وأخبر زوجته أن العاصمة واشنطن عالم كبير غامض بالنسبة له، خصوصا بوجود قوى كبيرة. لكنها أقنعته بالذهاب، قائلة أنه ربما يكتشف ما قد يغفل عنه الآخرون. لأن فاينمان لم يتردد في لوم ناسا على الكارثة، فقد تصادم مع ويليام روجرز المحنك سياسيا ورئيس اللجنة، والذي كان وزيرا سابقا للخارجية. أثناء استراحة إحدى جلسات الاستماع، أخبر روجرز عضو اللجنة نيل آرمسترونغ أن فاينمان أصبح مصدر إزعاج. أثناء جلسة استماع مذاعة تليفيزيونيا، برهن فاينمان على أن المادة المستخدمة في صناعة الحلقات المستديرة للمكوك تصبح أقل مرونة في الجو البارد، وأوضح لهم ذلك بوضع عينة من المادة في مشبك وغمرها في مياه مثلجة. استنتجت اللجنة في النهاية أن الكارثة وقعت بشكل أساسي لأن الحلقة المستديرة لم تغلق جيدا في الطقس البارد غير المعتاد لمنقطة رأس كانيرفال.
خصص فاينمان النصف الأخير من كتابه «لماذا تكترث لما يظنه الآخرون؟» ليحكي تجربته مع لجنة روجرز، وابتعد في أسلوبه عن عادته في قص قصص قصيرة خفيفة، وذلك ليكتب روايته بشكل مفصل وواقعي. أظهر فاينمان أن هناك تواصلا ضعيفا بين مهندسي ناسا وإدارتها، وأوضح أنه فاق كل توقعاته. وأوضحت مقابلاته مع مديري ناسا الكبار أنهم يفتقرون إلى أبسط فهم للمبادئ الأساسية. فعلى سبيل المثال، ادعى مديرو ناسا أن هناك احتمال يساوي واحد من مائة ألف لحدوث كارثة على متن المكوك، لكن فاينمان اكتشف أن مهندسي ناسا قدروا أن الاحتمال يقترب من واحد من مائتين. واستنتج بذلك أن تقدير مديري ناسا لصلاحية المكوك كانت غير واقعية، وغضب غضبا شديدا لأن ناسا وظفت كريستا ماكوليف كمدرسة ضمن طاقم المكوك. وكتب تحذيرا في ملحق تقرير اللجنة (الذي أُدْرِجَ فقط لأنه هدد بعدم توقيع التقرير) قائلا: «من أجل أن تكون هناك تكنولوجيا ناجحة، ينبغي أن يكون للواقعية اليد العليا فوق العلاقات العامة، فالخداع لا ينطلي على الطبيعة»

### جوائز وتكريمات
كان أول تكريم عام لأعمال فاينمان في عام 1954، حينما أعلن لويس شتراوس، رئيس لجنة الطاقة الذرية، أنه فاز بجائزة ألبرت آينشتاين، والتي بلغت قيمتها حينئذ 15000 دولار أمريكي مع ميدالية ذهبية. تردد فاينمان في قبول الجائزة، نظرا إلى تجريد شتراوس لتصريح أوبنهايمر الأمني، لكن أيزيدور إسحق رابي حذره قائلا: «لا ترفض كرم أي رجل وتستخدمه ضده وكأنه سيف. يجب ألا تستخدم كل فضيلة لدى أحد الرجال، وحتى بعض الرذائل، كسلاح ضده». [159] تبع ذلك فوزه بجائزة أرنست أورلاندو لورنس عام 1962. ثم تشارك جائزة نوبل للفيزياء مع شفينغر وتوموناغا عام 1965، وذلك لإسهامهم المحوري في الكهروديناميكا الكمية وفي فيزياء الجسيمات الأولية، انتخب فاينمان كعضو أجنبي في الجمعية الملكية عام 1965، وحصل على ميدالية إريستد لعام 1972، والميدالية الوطنية للعلوم عام 1979. كما انتخب عضوا في الأكاديمية الوطنية للعلوم، لكنه تقاعد في النهاية ولم يعد على قائمتها.

## وفاته
عام 1978، عانى فاينمان من آلام في البطن، وتم تشخصيه بالساركومة الشحمية، وهو نوع نادر من السرطان. أجرى الأطباء بعدها جراحة لإزالة ورم بحجم كرة قدم، وقد سحق ذلك الورم إحدى كليتيه وطحاله. أجريت المزيد من الجراحات في أكتوبر 1986 وأكتوبر 1987. ومرة أخرى، يوم 3 من فبراير 1988، تم حجزه في مركز رونالد ريغان الطبي. ووجد أن قرحة الإثني عشر ممزقة تسببت في الفشل الكلوي، ورفض فاينمان أن يخضع لغسيل كلى، كان من الممكن أن يطيل حياته لبضعة أشهر أخرى. رحل فاينمان عن عالمنا يوم 15 من فبراير 1988، أمام عيني زوجته غوينيث، أخته جون، وقريبته فرانسيس لواين. 
عندما اقتربت وفاة فاينمان، سأل داني هيليس عن سبب حزنه. فرد هيليس أنه عرف أن وفاته اقتربت. فقال فاينمان أن ذلك يزعجه أحيانا هو الآخر، لكنه أضاف أنه عاش سنينا طويلة وأخبر الكثير من الحكايات للكثير من الناس، لذلك فإنه حتى لو مات فلن يموت كليا.
كان فاينمان ينوي قبل وفاته أن يزور دولة توفا بالاتحاد السوفييتي، وتأخر هذا الحلم كثيرا بسبب ما فرضته الحرب الباردة من بيروقراطية، ولم يأت خطاب الموافقة على الرحلة من الحكومة السوفييتية سوى بعد وفاته. لكن ابنته ميشيل قامت بهذه الرحلة لاحقا.أقيمت جنازة ريتشارد فاينمان في مقبرة وضريح ماونتن فيو بألتادينا. كانت كلماته الأخيرة هي: «إنني أكره أن أموت مرتين. سيكون أمرا مملا جدا».

## إرثه
صورت جوانب حياة فاينمان في العديد من المنتجات المرئية. مثل ماثيو برودريك دور فاينمان في فيلم السيرة الذاتية «إنفينيتي» عام 1996. كلف الممثل ألان ألدا الكاتب المسرحي بيتر بارنيل بكتابة مسرحية عن يوم خيالي في حياة فاينمان، ووضعت قبل عامين من وفاة فاينمان. سميت المسرحية باسم الكهروديناميكا الكمية (كيو إي دي) وعرضة لأول مرة على مسرح مارك تيبر بلوس أنجلوس عام 2001، وعرضت لاحقا على مسرح فيفيان بومونت، ومثل ألدا في كلا العرضين دور ريتشارد فاينمان. عرضت أوبرا الريل تايم أوبرا فاينمان في مهرجان موسيقية في يونيو 2005. وفي عام 2011، كان فاينمان موضوع رواية مصورة تحت اسم «فاينمان». كتب الرواية جيم أوتافياني ورسمها ليلاند ميريك. وفي عام 2013، مُثل دور فاينمان في لجنة روجرز بواسطة البي بي سي في فيلم تشالنجر، ومثل ويليام هورت دور فاينمان. في كتاب «صناع الأفكار: جوانب شخصية من حياة وأفكار بعض الأشخاص البارزين»، المنشور عام 2006، ذكر أن أكثر جملة رددها فاينمان كانت «السلام العقلي هو أكثر الشروط أهمية للعمل الإبداعي». ورأى فاينمان أن المرء يجب أن يفعل أي شيء ليصل إلى السلام العقلي.
أحيت ذكرى فاينمان بطرق عديدة. ففي 4 من مايو 2005، قامت خدمة البريد الإلكترونية بعمل مجموعة من 4 طوابع لاصقة بصور مختلفة لعلماء أمريكيين. كان العلماء المصورون هم ريتشارد فاينمان، جون فون نيومان، باربرا مكلنتوك، وجوزيه غيبس. أظهر طابع فاينمان صورة له في الثلاثينات من عمره، ومعه 8 من مخططات فاينمان. صممت الطوابع من قبل فيكتور ستابن، وذلك تحت إشراف كارل هيرمان الفني. أطلق اسم فاينمان على المبنى الرئيسي لقسم الحوسبة بفيرميلاب، فسمي «مركز فاينمان للحوسبة» تشريفا لذكراه. ظهرت صورة لفاينمان وهو يلقي محاضرة في سلسلة ملصقات إعلانية من إنتاج شركة أبل، وذلك في حملتها الإعلانية «فكر بشكل مختلف». كما أن شخصية شيلدون كوبر، بمسلسل بيغ بانغ، معجب كبير بفاينمان، وظهر في إحدى الحلقات وهو يقلد عزفه على طبول البونغو. في 27 من يناير 2016، كتب بيل غيتس مقالا بعنوان: «أفضل معلم لم أحظ به أبدا» ووصف فيه براعة فاينمان كمعلم، وأنه ألهم غيتس لينشأ مشروع توفا ليدرج في موقعه محاضرات ميسنجر، ومحاضرات طبيعة القانون الفيزيائي ويتيحها للعامة. في 2015، صنع غيتس فيديو تكلم فيه عن تفرد فاينمان، ونشر ذلك الفيديو بمناسبة الذكرى الخمسين لتسلم فاينمان جائزة نوبل للفيزياء عام 1965، وذلك بطلب من كالتك.

## وصلات خارجية
- ريتشارد فاينمان على موقع IMDb (الإنجليزية)
- ريتشارد فاينمان على موقع الموسوعة البريطانية (الإنجليزية)
- ريتشارد فاينمان على موقع مونزينجر (الألمانية)
- ريتشارد فاينمان على موقع ميوزك برينز (الإنجليزية)
- ريتشارد فاينمان على موقع قاعدة بيانات برودواي على الإنترنت (الإنجليزية)
- ريتشارد فاينمان على موقع إن إن دي بي (الإنجليزية)
- ريتشارد فاينمان على موقع أول ميوزيك (الإنجليزية)
- ريتشارد فاينمان على موقع ديسكوغز (الإنجليزية)
- ريتشارد فاينمان على موقع قاعدة بيانات الفيلم (الإنجليزية)
- صديق فاينمان يتحدث عنه لمدة 14 دقيقة على يوتيوب
- معرض رسومات ريتشارد فاينمان
- سيرة ذاتية عن فاينمان مع قائمة ببلوجرافية
- ريتشارد فاينمان في مؤتمر تيد
- ريتشارد فاينمان في قاعدة بيانات الأفلام على الإنترنت
- مجموعة مقالات عن ريتشارد فاينمان في نيو يورك تايمز
- مجموعة مقالات عن ريتشارد فاينمان في الغارديان